# Taeromys callitrichus
Taeromys callitrichus és una espècie de mamífer rosegador de la família dels múrids. És endèmica del nord-est de Sulawesi (Indonèsia), on viu a altituds d'entre 760 i 2.260 msnm. Els seus hàbitats naturals són els boscos primaris tropicals, tant de plana com montans. Es desconeix si hi ha cap amenaça significativa per a la supervivència d'aquesta espècie. El seu nom específic, callitrichus, significa ‘pèl bonic’ en llatí.